# Мінерал Тауншип (округ Венанго, Пенсільванія)
Мінерал Тауншип (англ. Mineral Township) — селище (англ. township) в США, в окрузі Венанго штату Пенсільванія. Населення — 498 осіб (2020).

## Демографія
Згідно з переписом 2010 року, у селищі мешкало 538 осіб у 225 домогосподарствах у складі 171 родини. Було 316 помешкань
Расовий склад населення:
| - 98,0 % — білих - 0,6 % — азіатів - 0,4 % — чорних або афроамериканців |

До двох чи більше рас належало 0,6 %. Частка іспаномовних становила 0,4 % від усіх жителів.
За віковим діапазоном населення розподілялося таким чином: 18,0 % — особи молодші 18 років, 66,2 % — особи у віці 18—64 років, 15,8 % — особи у віці 65 років та старші. Медіана віку мешканця становила 48,3 року. На 100 осіб жіночої статі у селищі припадало 115,2 чоловіків;  на 100 жінок у віці від 18 років та старших — 107,0 чоловіків також старших 18 років.
Середній дохід на одне домашнє господарство  становив 66 353 долари США (медіана — 54 063), а середній дохід на одну сім'ю — 76 746 доларів (медіана — 70 250). Медіана доходів становила 45 313 долари для чоловіків та 33 125 доларів для жінок. За межею бідності перебувало 7,0 % осіб, у тому числі 12,6 % дітей у віці до 18 років та 5,0 % осіб у віці 65 років та старших.
Цивільне працевлаштоване населення становило 218 осіб. Основні галузі зайнятості: освіта, охорона здоров'я та соціальна допомога — 23,9 %, виробництво — 14,2 %, публічна адміністрація — 12,4 %, будівництво — 12,4 %.